# Украинская партия социалистов-революционеров
Украинская партия социалистов-революционеров (УПСР) — эсеровская политическая партия, формировавшаяся на территории Украины с начала XX века и окончательно оформившаяся как общеукраинская партия весной 1917 года.

## История

### Создание первых групп УПСР
Первые группы УПСР появились в 1905—1907 годах в Киеве, Харькове, Одессе, в Полтавской губернии. В 1905 году впервые отмечается работа крестьянских организаций партии в Киевской, Полтавской, Черниговской, Одесской и других губерниях. Осенью 1906 году члены Симферопольского кружка УПСР организовали первые крестьянские организации на Волыни и Подолье. В числе создателей первых формирований партии: А. Заливчий, Н. Зализняк, Е. Квасницкий, Л. Ковалёв, Н. Ковалевский, А. Мицюк, П. Христюк, Н. Шаповал. В организации УПСР входили представители городской и сельской интеллигенции, студенты, служащие, представители земств и крестьяне.
На I конференции (организационном съезде) УПСР в феврале 1907 года в Киеве присутствовали представители партийных организаций Херсонской, Полтавской, Черниговской, Киевской и других губерний, а также члены российской Партии социалистов-революционеров. Избран ЦК партии. Главной задачей ЦК стала организационная и агитационно-пропагандистская работа среди различных слоёв населения. В 1907 году основаны новые группы в Радомышле, Коростышеве, Глухове, в Валках, Золотоноше, Новой Александрии и др.
Однако, уже в августе 1907 года разгромлена самая активная группа — Радомышльская, затем начались аресты и в других местах Восточной и Южной Украины, ликвидирован ЦК УПСР. Оставшиеся на свободе лидеры партии вынуждены были эмигрировать в Галицию (Австро-Венгрия), поселились во Львове и развернули там активную деятельность. В последующие годы малочисленные организации УПСР имелись также в ряде стран Европы (в т. ч., в Швейцарии).
Общую координацию деятельности заграничных формирований партии осуществлял одноимённый ЦК, который предпринял попытку в 1910−1911 годах возродить деятельность эсеровских организаций в Харькове и Киеве. В 1912−1913 годах появились отдельные кружки и организации УПСР в Киеве, Полтаве, Миргороде, Лубнах, Ровно, Чернигове и др. В августе 1914 г. во Львове из представителей различных украинских политических партий (в том числе УПСР) образовался «Союз Освобождения Украины» (укр. «Спілка Визволення України»), поставивший своей задачей достижение самостоятельности Украины и её отделение от России (в ядро организации входила венская группа украинских эсеров во главе с Ю. Бачинским и Н. Зализняком).
Перед и во время Первой мировой войны большинство организаций партии отстаивали сходные вопросы в социально-экономической сфере, но национальный вопрос и, в частности, проблема украинского государственного строительства трактовались различными формированиями УПСР по-разному. Киевская группа УПСР (опубликовала два проекта программы партии в нелегальном журнале «Боротьба» («Борьба»)) выступала за принцип всемирной федерации и национально-персональной автономии, которая должна была справедливо решить национальную проблему. Исходя из этого, проект киевской группы ограничивал национально-политические идеалы федеративной связью Украины с другими членами федерации, которая должна была возникнуть на руинах империи, а затем и всего капиталистического мира. Минимумом своих требований в национальном вопросе киевская группа считала национально-территориальную автономию Украины. На позиции данной группы стояло большинство местных кружков и формирований партии. Иначе понимали национально-украинскую проблему петербургские кружки украинских эсеров, которые, не отбрасывая принципа мировой федерации, как идеальной цели, считали возможным полное удовлетворение национальных «запросов» народа в создании независимой украинской республики.
В рядах УПСР не было единства и по аграрному вопросу: большинство организаций склонялись к признанию социализации (обобществления) земли, как самому справедливому способу передачи помещичьей земли трудящемуся крестьянству, который к тому же уничтожит основу буржуазного строя на Украине — частную земельную собственность. Киевская группа не разделяла симпатий большинства аграрных проектов, и в данном вопросе требовала национализации земли. В начале 1915 года данная группа выступила инициатором созыва партийной конференции, посвящённой обсуждению партийной программы.

### Учреждение УПСР и программные принципы
На I Учредительном съезде УПСР (4 мая 1917 г., Киев) украинские эсеры официально оформились в единую партию, а на II съезде УПСР (15−16 июля 1917 г., Киев) были приняты программа и устав УПСР. В основу программы УПСР 1917 г. положены основные положения программы общероссийской партии социалистов-революционеров. Украинские эсеры считали себя неотъемлемой, составной частью II-го Интернационала, присоединялись к его постановлениям и к требованиям других социалистических партий, и заявляли о своей решимости применить установки социалистов «к конкретным формам украинской демократии». 
Своей конечной целью УПСР объявила «переустройство современного капиталистического строя на строй социалистический», достижение полного политико-экономического и социального освобождения трудящихся путём проведения социальной революции. Социальной базой и опорой партии должны были стать представители украинской демократии — пролетариат и трудящееся крестьянство. 
В национальном вопросе эсеры выступали за полное равноправие и самоопределение наций, за переустройство «современных империалистических, сепаратных государств в федерацию демократических республик, созданных по национально-территориальному принципу с международным обеспечением прав национальных меньшинств на основе экстерриториальности». Пределы суверенитета и формы федеративного устройства суверенные нации должны были установить сами, путём добровольного соглашения со своими партнёрами по федерации. УПСР выступала также за немедленное переустройство Российского государства в федерацию равноправных, национально-территориальных республик с обеспечением прав национальных меньшинств в их границах. 
Для решения общегосударственных и политических проблем на территории Украины эсеры считали необходимым установить республиканско-демократическую форму правления, без президента. При этом всю законодательную власть предполагалось сосредоточить в Сейме (парламенте), а исполнительную — в руках правительства (Совета Министров). В данном разделе программы провозглашались также типичные для всех социалистических партий требования достижения обще в различных сферах жизнедеятельности общества. Важным был пункт о полном обеспечении национальных прав всем представителям меньшинств, проживающих на Украине, более того, предполагались определенные пропорциональные отчисления из государственного бюджета республики на культурные потребности данных народов.
Отдельный раздел программы УПСР был посвящён планам в социально-экономической области. Украинские эсеры предполагали национализировать важнейшие отрасли промышленности и транспорта, добиться кардинального решения вопросов рабочего законодательства, а также муниципального земского хозяйства. 
Важное звено в программе составляла часть, посвящённая аграрному вопросу. По мнению некоторых украинских социал-демократов, высказанному на конференции Украинской социал-демократической рабочей партии (апрель 1917 г.), эсеры просто переписали эту часть программы у своих российских соратников, не считаясь с конкретными условиями Украины. Украинские эсеры считали необходимым условием развития социалистического движения среди трудового крестьянства переход земли в руки трудового народа, вновь выдвинули требование социализации земли, объявили о намечаемом переходе всего земельного фонда на Украине в руки трудящихся и управлении им через систему громад и земельных комитетов, избранных населением на основе всеобщего, равного, прямого и тайного голосования. Несколько пунктов в данной части программы УПСР были посвящены вопросам финансовой политики. Существенным было указание на необходимость установления прогрессивного налога на доходы и наследство населения.

### УПСР в Центральной Раде
Свержение самодержавия предоставило возможность украинским эсерам на деле доказать реальность требований, выраженных ими в своей программе. УПСР по всем основным вопросам общественного развития (кроме национального вопроса) поддерживала политику Временного правительства. Лидеры УПСР стали играть ведущую роль в Центральной Раде, а её председателем стал видный украинский историк и общественный деятель, член ЦК УПСР — М. С. Грушевский. В начале лета 1917 г. в УПСР стали обнаруживаться первые признаки раскола на несколько течений. В июне 1917 радикально настроенные лидеры партии (А. Заливчий, Л. Ковалёв, И. Михайличенко и др.) провели Левобережную конференцию УПСР, на которой декларировали своё несогласие с соглашательским курсом центра партии.
Особенно обострился кризис в УПСР после Октября 1917 г. Камнем преткновения стал аграрный вопрос. На VII (конец октября 1917 г.) и VIII (середина декабря 1917 г.) сессиях Центральной Рады большинство крестьянских депутатов решительно выступили против консервативных аграрных законопроектов социалиста-федералиста К. А. Мацкевича и социал-демократа Б. Н. Мартоса, поддержанных частью эсеров. 
Обострение противоречий внутри Центральной Рады привели к росту радикальных взглядов в УПСР. На III съезде УПСР (декабрь 1917 г., Киев) левые эсеры, при поддержке делегатов от армейских партийных организаций, потребовали от Центральной Рады немедленного издания законов об уничтожении частной собственности на землю, установления «государственно-рабочего» контроля над промышленностью и национализации ряда её отраслей, а также других реформ, соответствующих программе УПСР. Вскоре 12 членов ЦК партии составили ядро «левой» оппозиции в Центральной Раде. 
11 января 1918 г. Центральная Рада объявила Украинскую народную республику независимой, а первое правительство республики (Совет народных министров УНР) возглавил эсер В. А. Голубович. 18 января 1918 г. под влиянием левого крыла УПСР во главе с А. Я. Шумским Центральная Рада наконец приняла временный закон о «социализации» земли. Но 26 января 1918 г. Киев взяли войска Красной Армии и лидеры Рады (в том числе и представители эсеров) бежали в Житомир. Здесь левое крыло (во главе с Шумским) издавало газету «Молот», в которой проводило свои взгляды на сложную политическую и социально-экономическую ситуацию, сложившуюся на Украине. Вскоре (февраль-март 1918 г.), согласно Брестскому миру Украины, почти вся территория Украины была занята австро-германскими войсками.

### От Гетманата до Директории. Раскол на правое и левое крыло
28 апреля 1918 г. германское командование разогнало Центральную Раду и заменило её правительством гетмана П. П. Скоропадского, который упразднил Украинскую народную республику и объявил о создании «Украинской державы» (которая также неофициально именовалась «гетманатом» или «гетманщиной» и существовала с 29 апреля до середины ноября 1918 г.). В день переворота ЦК УПСР утвердил «практическую платформу», которая зафиксировала отказ партии от лозунга «социализации» земли и стремление к установлению «тесного контакта с Германией и Австро-Венгрией». 3 мая 1918 г. ЦК УПСР принял специальное постановление, в котором осудил «тактику восстания» против гетманщины. 
По-иному отреагировали на переворот лидеры левого крыла УПСР. В газете «Молот» от имени Волынского комитета партии Шумский призвал «готовиться к решительному отпору хищникам-капиталистам и генералам». Это вызвало репрессии против организаций УПСР на Волыни, однако данный призыв левых эсеров массовой поддержки у населения не встретил. Политика правого крыла УПСР усилила кризис внутри партии. На IV съезде УПСР (май 1918 г.) в партии произошёл раскол. На выборах в ЦК победили левые эсеры. 3 июля 1918 г. они приняли решение о роспуске партийных организаций, восставших против гетманщины. Так была заложена основа для образования Украинской партии социалистов-революционеров (боротьбистов). Основателями и лидерами боротьбистов стали: В. М. Эллан-Блакитный, Г. Ф. Гринько, Л. Б. Ковалёв, П. П. Любченко, И. В. Михайличенко, А. Я. Шумский, Н. Л. Шинкарь. 
Правая часть ЦК УПСР избрала в свою очередь Временный организационный комитет (В. Голубович, Н. Зализняк, И. Лизанивский, Н. Солтан, Н. Чечель и др.), заявивший в своей декларации о неподчинении большинству ЦК и о необходимости создания независимого украинского государства как предпосылки решения социально-политических проблем. Развернувшаяся внутрипартийная борьба привела к тому, что в августе 1918 г. правая часть УПСР вошла в блок украинских политических партий — Украинский национальный союз (лидеры блока — В. К. Винниченко, А. В. Никовский), находившийся в оппозиции к гетманату и подготовивший в ноябре 1918 г. создание Украинской Директории. 
4 ноября 1918 г. УПСР (боротьбистов) издала резолюцию ЦК партии, в которой устами левых эсеров признавала наличие объективных условий для победы революции, необходимость организации «классового вооружённого восстания» и перехода власти в руки рабочих и беднейшего крестьянства. Украинские левые эсеры выдвигали также лозунги «мировой революции, Красного Интернационала и диктатуры пролетариата» как основы для сближения с «партиями революционного социализма», в том числе КП(б) Украины. 
Пока деятели левого крыла УПСР готовились к вооружённой борьбе против Директории, представители правой части партии составляли основу правительства возрожденной Украинской народной республики (в феврале 1919 г. Совет народных министров УНР возглавлял эсер С. С. Остапенко). С установлением Советской власти на Украине (апрель 1919 г.) правое крыло УПСР принимало участие в борьбе с Красной армией. Левое крыло эсеров провело V съезд УПСР (3-11 марта 1919 г., Харьков), который одновременно стал и I съездом новой партии — УПСР (коммунистов), таким образом, пути левых и правых эсеров окончательно разошлись.

### В эмиграции
В мае-июне 1920 г. сторонники правого крыла УПСР поддерживали политику польских оккупантов на Украине. Поэтому, с окончанием советско-польской войны 1920 г. лидеры правых эсеров вынуждены были эмигрировать. ЦК УПСР переместился сначала во Львов, а затем в Прагу (в январе 1921 г. там состоялась I заграничная конференция УПСР с представителями от организаций УПСР в Париже, Вене, Праге). 
В 1921 г. среди членов УПСР за границей произошёл раскол на несколько течений (критерием стало отношение эсеров к Советской власти). Группа М. С. Грушевского высказывала позитивное отношение к Советской власти и в 1924 г. в полном составе выехала в Советскую Россию. В Праге действовала группа Н. Ю. Шаповала, которая в целом положительно отзывалась о Советской власти, в последующие годы претерпела ряд расколов, но сумела сохраниться вплоть до середины 1930-х гг. В Вене действовала группа УПСР под руководством Зализняка и Ковалевского (высказывала негативное отношение к действиям Советской власти), просуществовала вплоть до начала 1930-х гг. 
После Второй мировой войны УПСР возобновила свою деятельность в эмиграции (лидеры Яков Зозуля, Николай Шаповал), приняла участие в создании эмигрантского Украинского национального совета (1948) и в 1950 году вместе с другими ориентирующимися на Социнтерн эмигрантскими партиями объединилась в Украинскую социалистическую партию.
На территории Советской Украины деятельность УПСР окончательно прекратилась после судебного процесса над членами ЦК в мае 1921 года. В феврале 1931 года на процессе по делу «Украинского национального центра» члены ЦК УПСР (Голубович, Чечель, Шраг, Христюк) вместе с лидерами других украинских партий обвинены в контрреволюционной деятельности и осуждены. В апреле 1933 года арестован и осуждён бывший лидер левых эсеров Шумский, ставший к тому времени крупным партийным и государственным деятелем Украины.

## Источник
Политические партии России: конец XIX — первая треть XX века. — М., 1996.